# Palolo viridis
Palolo viridis är en ringmaskart som beskrevs av Gray in Stair 1847. Palolo viridis ingår i släktet Palolo och familjen Eunicidae. Inga underarter finns listade i Catalogue of Life.

## Egenskaper
Palolomaskar tillbringar större delen av sitt liv med att gräva i korallrev eller annat underlag på grunda vattennivåer ner till 23 meter, där de konsumerar organiskt material som de påträffar. Masken består huvudsakligen av två delar: en framdel med mun och ögon och en bakdel där könscellerna bildas. Under året växer bakdelen, som förberedelse för leken, till och bildar en lång svans som är uppbyggd av segment. Hos honorna är svansen blågrön och hos hanarna brunaktig. Varje segment är fullpackat med mogna könsceller. Denna del av masken kallas epitoke.
Vid leken, som inträffar en bestämd natt efter fullmåne i oktober-november, snörs honornas äggrika bakkropp av och flyter upp till vattenytan. Ursprungsbefolkningar i olika delar av Stilla havet - inklusive Vanuatu och Samoa - använder den reproduktiva delen av palolomasken som en näringskälla. Under deras kortvariga årliga framträdande i det sista kvartalet av månen i oktober och november insamlar den infödda befolkningen entusiastiskt maskarna med ett nät, och äter dem antingen råa eller kokta på olika sätt.
Denna händelse är så viktig att invånarna i Torres och Banks Islands i Vanuatu har den noterad i månkalendern.